# Grand Prix international de la ville d'Alger 2018
La 15e édition du Grand Prix international de la ville d'Alger a eu lieu du 20 au 22 février 2018. Elle fait partie du calendrier UCI Africa Tour 2018 en catégorie 2.2, et a été remportée par le Grec Charálampos Kastrantás, lequel remporte la dernière étape et le classement par points.

## Étapes
Ce Grand Prix international de la ville d'Alger est composé de quatre étapes, et débute par un contre-la-montre individuel.
| Étape     | Date    | Villes étapes              | type     | Distance (km) | Vainqueur d'étape      | Leader du classement général |
| --------- | ------- | -------------------------- | -------- | ------------- | ---------------------- | ---------------------------- |
| Prologue  | 20 fév. | Souidania – Souidania      | prologue | 2,4           | Gaëtan Bille           | Gaëtan Bille                 |
| 1re étape | 21 fév. | Zéralda – Zéralda          |          | 137,3         | Youcef Reguigui        | Gaëtan Bille                 |
| 2e étape  | 22 fév. | Riadh El Feth – Larbatache |          | 112,5         | Yacine Hamza           | Gaëtan Bille                 |
| 3e étape  | 23 fév. | Alger – Alger              |          | 106,2         | Charálampos Kastrantás | Charálampos Kastrantás       |

## Déroulement de la course

### Prologue
Le prologue est disputé sous la forme d'un contre-la-montre individuel de 2,4 kilomètres dans la ville de Souidania.
| \| Classement de l'étape \| Classement de l'étape \| Classement de l'étape \| Classement de l'étape \| Classement de l'étape \| \| Coureur \| Coureur \| Pays \| Équipe \| Temps \| \| --------------------- \| ---------------------- \| --------------------- \| ----------------------------------------- \| --------------------- \| \| 1er \| Gaëtan Bille \| Belgique \| Sovac-Natura4Ever \| 2 min 57 s \| \| 2e \| Abderrahmane Mansouri \| Algérie \| Sharjah Team \| + 4 s \| \| 3e \| Charálampos Kastrantás \| Grèce \| Java-Partizan \| + 4 s \| \| 4e \| Timothy Rugg \| États-Unis \| Bike Aid \| + 5 s \| \| 5e \| El Khacib Sassane \| Algérie \| Groupement Sportif des Pétroliers Algérie \| + 5 s \| \| 6e \| Jake Hales \| Royaume-Uni \| \| + 5 s \| \| 7e \| Yacine Hamza \| Algérie \| Groupement Sportif des Pétroliers Algérie \| + 6 s \| \| 8e \| Radoslav Konstantinov \| Bulgarie \| \| + 7 s \| \| 9e \| Youcef Reguigui \| Algérie \| Sovac-Natura4Ever \| + 7 s \| \| 10e \| Benjamin Stauder \| Allemagne \| \| + 7 s \| |                        |             |                                           |            |
| |                        |             |                                           |            |
| Source : ProCyclingStats |                        |             |                                           |            |
| Classement de l'étape |                        |             |                                           |            |
| Coureur | Coureur                | Pays        | Équipe                                    | Temps      |
| 1er | Gaëtan Bille           | Belgique    | Sovac-Natura4Ever                         | 2 min 57 s |
| 2e | Abderrahmane Mansouri  | Algérie     | Sharjah Team                              | + 4 s      |
| 3e | Charálampos Kastrantás | Grèce       | Java-Partizan                             | + 4 s      |
| 4e | Timothy Rugg           | États-Unis  | Bike Aid                                  | + 5 s      |
| 5e | El Khacib Sassane      | Algérie     | Groupement Sportif des Pétroliers Algérie | + 5 s      |
| 6e | Jake Hales             | Royaume-Uni |                                           | + 5 s      |
| 7e | Yacine Hamza           | Algérie     | Groupement Sportif des Pétroliers Algérie | + 6 s      |
| 8e | Radoslav Konstantinov  | Bulgarie    |                                           | + 7 s      |
| 9e | Youcef Reguigui        | Algérie     | Sovac-Natura4Ever                         | + 7 s      |
| 10e | Benjamin Stauder       | Allemagne   |                                           | + 7 s      |

| \| Classement général \| Classement général \| Classement général \| Classement général \| Classement général \| \| Coureur \| Coureur \| Pays \| Équipe \| Temps \| \| ------------------ \| ---------------------- \| ------------------ \| ----------------------------------------- \| ------------------ \| \| 1er \| Gaëtan Bille \| Belgique \| Sovac-Natura4Ever \| 2 min 57 s \| \| 2e \| Abderrahmane Mansouri \| Algérie \| Sharjah Team \| + 4 s \| \| 3e \| Charálampos Kastrantás \| Grèce \| Java-Partizan \| + 4 s \| \| 4e \| Timothy Rugg \| États-Unis \| Bike Aid \| + 5 s \| \| 5e \| El Khacib Sassane \| Algérie \| Groupement Sportif des Pétroliers Algérie \| + 5 s \| \| 6e \| Jake Hales \| Royaume-Uni \| \| + 5 s \| \| 7e \| Yacine Hamza \| Algérie \| Groupement Sportif des Pétroliers Algérie \| + 6 s \| \| 8e \| Radoslav Konstantinov \| Bulgarie \| \| + 7 s \| \| 9e \| Youcef Reguigui \| Algérie \| Sovac-Natura4Ever \| + 7 s \| \| 10e \| Benjamin Stauder \| Allemagne \| \| + 7 s \| |                        |             |                                           |            |
| |                        |             |                                           |            |
| Source : ProCyclingStats |                        |             |                                           |            |
| Classement général |                        |             |                                           |            |
| Coureur | Coureur                | Pays        | Équipe                                    | Temps      |
| 1er | Gaëtan Bille           | Belgique    | Sovac-Natura4Ever                         | 2 min 57 s |
| 2e | Abderrahmane Mansouri  | Algérie     | Sharjah Team                              | + 4 s      |
| 3e | Charálampos Kastrantás | Grèce       | Java-Partizan                             | + 4 s      |
| 4e | Timothy Rugg           | États-Unis  | Bike Aid                                  | + 5 s      |
| 5e | El Khacib Sassane      | Algérie     | Groupement Sportif des Pétroliers Algérie | + 5 s      |
| 6e | Jake Hales             | Royaume-Uni |                                           | + 5 s      |
| 7e | Yacine Hamza           | Algérie     | Groupement Sportif des Pétroliers Algérie | + 6 s      |
| 8e | Radoslav Konstantinov  | Bulgarie    |                                           | + 7 s      |
| 9e | Youcef Reguigui        | Algérie     | Sovac-Natura4Ever                         | + 7 s      |
| 10e | Benjamin Stauder       | Allemagne   |                                           | + 7 s      |

### 1reétape
| \| Classement de l'étape \| Classement de l'étape \| Classement de l'étape \| Classement de l'étape \| Classement de l'étape \| \| Coureur \| Coureur \| Pays \| Équipe \| Temps \| \| --------------------- \| ----------------------- \| --------------------- \| --------------------- \| --------------------- \| \| 1er \| Youcef Reguigui \| Algérie \| Sovac-Natura4Ever \| 3 h 41 min 51 s \| \| 2e \| Charálampos Kastrantás \| Grèce \| Java-Partizan \| + 0 s \| \| 3e \| Mohamed Nadjib Assal \| Algérie \| \| + 0 s \| \| 4e \| Abdelghani Fellah \| Algérie \| \| + 0 s \| \| 5e \| Mounir Makhchoun \| Maroc \| VIB Sports \| + 0 s \| \| 6e \| Benjamin Stauder \| Allemagne \| \| + 0 s \| \| 7e \| Essaïd Abelouache \| Maroc \| \| + 0 s \| \| 8e \| Abderrahmane Bechlaghem \| Algérie \| \| + 0 s \| \| 9e \| Axel Costa \| Argentine \| VIB Sports \| + 0 s \| \| 10e \| Mohamed Zakaria Ouitis \| Algérie \| \| + 0 s \| |                         |           |                   |                 |
| |                         |           |                   |                 |
| |                         |           |                   |                 |
| Classement de l'étape |                         |           |                   |                 |
| Coureur | Coureur                 | Pays      | Équipe            | Temps           |
| 1er | Youcef Reguigui         | Algérie   | Sovac-Natura4Ever | 3 h 41 min 51 s |
| 2e | Charálampos Kastrantás  | Grèce     | Java-Partizan     | + 0 s           |
| 3e | Mohamed Nadjib Assal    | Algérie   |                   | + 0 s           |
| 4e | Abdelghani Fellah       | Algérie   |                   | + 0 s           |
| 5e | Mounir Makhchoun        | Maroc     | VIB Sports        | + 0 s           |
| 6e | Benjamin Stauder        | Allemagne |                   | + 0 s           |
| 7e | Essaïd Abelouache       | Maroc     |                   | + 0 s           |
| 8e | Abderrahmane Bechlaghem | Algérie   |                   | + 0 s           |
| 9e | Axel Costa              | Argentine | VIB Sports        | + 0 s           |
| 10e | Mohamed Zakaria Ouitis  | Algérie   |                   | + 0 s           |

| \| Classement général \| Classement général \| Classement général \| Classement général \| Classement général \| \| Coureur \| Coureur \| Pays \| Équipe \| Temps \| \| ------------------ \| ---------------------- \| ------------------ \| ----------------------------------------- \| ------------------ \| \| 1er \| Gaëtan Bille \| Belgique \| Sovac-Natura4Ever \| 3 h 44 min 48 s \| \| 2e \| Abderrahmane Mansouri \| Algérie \| Sharjah Team \| + 4 s \| \| 3e \| Charálampos Kastrantás \| Grèce \| Java-Partizan \| + 4 s \| \| 4e \| Timothy Rugg \| États-Unis \| Bike Aid \| + 5 s \| \| 5e \| El Khacib Sassane \| Algérie \| Groupement Sportif des Pétroliers Algérie \| + 5 s \| \| 6e \| Yacine Hamza \| Algérie \| Groupement Sportif des Pétroliers Algérie \| + 6 s \| \| 7e \| Radoslav Konstantinov \| Bulgarie \| \| + 7 s \| \| 8e \| Youcef Reguigui \| Algérie \| Sovac-Natura4Ever \| + 7 s \| \| 9e \| Benjamin Stauder \| Allemagne \| \| + 7 s \| \| 10e \| Essaïd Abelouache \| Maroc \| \| + 7 s \| |                        |            |                                           |                 |
| |                        |            |                                           |                 |
| |                        |            |                                           |                 |
| Classement général |                        |            |                                           |                 |
| Coureur | Coureur                | Pays       | Équipe                                    | Temps           |
| 1er | Gaëtan Bille           | Belgique   | Sovac-Natura4Ever                         | 3 h 44 min 48 s |
| 2e | Abderrahmane Mansouri  | Algérie    | Sharjah Team                              | + 4 s           |
| 3e | Charálampos Kastrantás | Grèce      | Java-Partizan                             | + 4 s           |
| 4e | Timothy Rugg           | États-Unis | Bike Aid                                  | + 5 s           |
| 5e | El Khacib Sassane      | Algérie    | Groupement Sportif des Pétroliers Algérie | + 5 s           |
| 6e | Yacine Hamza           | Algérie    | Groupement Sportif des Pétroliers Algérie | + 6 s           |
| 7e | Radoslav Konstantinov  | Bulgarie   |                                           | + 7 s           |
| 8e | Youcef Reguigui        | Algérie    | Sovac-Natura4Ever                         | + 7 s           |
| 9e | Benjamin Stauder       | Allemagne  |                                           | + 7 s           |
| 10e | Essaïd Abelouache      | Maroc      |                                           | + 7 s           |

### 2eétape
| \| Classement de l'étape \| Classement de l'étape \| Classement de l'étape \| Classement de l'étape \| Classement de l'étape \| \| Coureur \| Coureur \| Pays \| Équipe \| Temps \| \| --------------------- \| ---------------------- \| --------------------- \| ----------------------------------------- \| --------------------- \| \| 1er \| Yacine Hamza \| Algérie \| Groupement Sportif des Pétroliers Algérie \| 2 h 28 min 51 s \| \| 2e \| Youcef Reguigui \| Algérie \| Sovac-Natura4Ever \| + 0 s \| \| 3e \| Benjamin Stauder \| Allemagne \| \| + 0 s \| \| 4e \| Mounir Makhchoun \| Maroc \| VIB Sports \| + 0 s \| \| 5e \| Jake Hales \| Royaume-Uni \| \| + 0 s \| \| 6e \| Charálampos Kastrantás \| Grèce \| Java-Partizan \| + 0 s \| \| 7e \| Fadwan Alnwiser \| Syrie \| \| + 0 s \| \| 8e \| Ali Nouisri \| Tunisie \| \| + 0 s \| \| 9e \| Abdelghani Fellah \| Algérie \| \| + 0 s \| \| 10e \| Nassim Saidi \| Algérie \| \| + 0 s \| |                        |             |                                           |                 |
| |                        |             |                                           |                 |
| |                        |             |                                           |                 |
| Classement de l'étape |                        |             |                                           |                 |
| Coureur | Coureur                | Pays        | Équipe                                    | Temps           |
| 1er | Yacine Hamza           | Algérie     | Groupement Sportif des Pétroliers Algérie | 2 h 28 min 51 s |
| 2e | Youcef Reguigui        | Algérie     | Sovac-Natura4Ever                         | + 0 s           |
| 3e | Benjamin Stauder       | Allemagne   |                                           | + 0 s           |
| 4e | Mounir Makhchoun       | Maroc       | VIB Sports                                | + 0 s           |
| 5e | Jake Hales             | Royaume-Uni |                                           | + 0 s           |
| 6e | Charálampos Kastrantás | Grèce       | Java-Partizan                             | + 0 s           |
| 7e | Fadwan Alnwiser        | Syrie       |                                           | + 0 s           |
| 8e | Ali Nouisri            | Tunisie     |                                           | + 0 s           |
| 9e | Abdelghani Fellah      | Algérie     |                                           | + 0 s           |
| 10e | Nassim Saidi           | Algérie     |                                           | + 0 s           |

| \| Classement général \| Classement général \| Classement général \| Classement général \| Classement général \| \| Coureur \| Coureur \| Pays \| Équipe \| Temps \| \| ------------------ \| ---------------------- \| ------------------ \| ----------------------------------------- \| ------------------ \| \| 1er \| Gaëtan Bille \| Belgique \| Sovac-Natura4Ever \| 6 h 13 min 39 s \| \| 2e \| Abderrahmane Mansouri \| Algérie \| Sharjah Team \| + 4 s \| \| 3e \| Charálampos Kastrantás \| Grèce \| Java-Partizan \| + 4 s \| \| 4e \| Timothy Rugg \| États-Unis \| Bike Aid \| + 5 s \| \| 5e \| El Khacib Sassane \| Algérie \| Groupement Sportif des Pétroliers Algérie \| + 5 s \| \| 6e \| Yacine Hamza \| Algérie \| Groupement Sportif des Pétroliers Algérie \| + 6 s \| \| 7e \| Radoslav Konstantinov \| Bulgarie \| \| + 7 s \| \| 8e \| Youcef Reguigui \| Algérie \| Sovac-Natura4Ever \| + 7 s \| \| 9e \| Benjamin Stauder \| Allemagne \| \| + 7 s \| \| 10e \| Essaïd Abelouache \| Maroc \| \| + 7 s \| |                        |            |                                           |                 |
| |                        |            |                                           |                 |
| |                        |            |                                           |                 |
| Classement général |                        |            |                                           |                 |
| Coureur | Coureur                | Pays       | Équipe                                    | Temps           |
| 1er | Gaëtan Bille           | Belgique   | Sovac-Natura4Ever                         | 6 h 13 min 39 s |
| 2e | Abderrahmane Mansouri  | Algérie    | Sharjah Team                              | + 4 s           |
| 3e | Charálampos Kastrantás | Grèce      | Java-Partizan                             | + 4 s           |
| 4e | Timothy Rugg           | États-Unis | Bike Aid                                  | + 5 s           |
| 5e | El Khacib Sassane      | Algérie    | Groupement Sportif des Pétroliers Algérie | + 5 s           |
| 6e | Yacine Hamza           | Algérie    | Groupement Sportif des Pétroliers Algérie | + 6 s           |
| 7e | Radoslav Konstantinov  | Bulgarie   |                                           | + 7 s           |
| 8e | Youcef Reguigui        | Algérie    | Sovac-Natura4Ever                         | + 7 s           |
| 9e | Benjamin Stauder       | Allemagne  |                                           | + 7 s           |
| 10e | Essaïd Abelouache      | Maroc      |                                           | + 7 s           |

### 3eétape
| \| Classement de l'étape \| Classement de l'étape \| Classement de l'étape \| Classement de l'étape \| Classement de l'étape \| \| Coureur \| Coureur \| Pays \| Équipe \| Temps \| \| --------------------- \| ---------------------- \| --------------------- \| --------------------- \| --------------------- \| \| 1er \| Charálampos Kastrantás \| Grèce \| Java-Partizan \| 2 h 42 min 41 s \| \| 2e \| Mounir Makhchoun \| Maroc \| VIB Sports \| + 5 s \| \| 3e \| Youcef Reguigui \| Algérie \| Sovac-Natura4Ever \| + 45 s \| \| 4e \| Abderrahmane Mansouri \| Algérie \| Sharjah Team \| + 48 s \| \| 5e \| Axel Costa \| Argentine \| VIB Sports \| + 48 s \| \| 6e \| Davide Rebellin \| Italie \| Sovac-Natura4Ever \| + 48 s \| \| 7e \| Timothy Rugg \| États-Unis \| Bike Aid \| + 48 s \| \| 8e \| Benjamin Stauder \| Allemagne \| \| + 48 s \| \| 9e \| Gaëtan Bille \| Belgique \| Sovac-Natura4Ever \| + 48 s \| \| 10e \| Radoslav Konstantinov \| Bulgarie \| \| + 48 s \| |                        |            |                   |                 |
| |                        |            |                   |                 |
| |                        |            |                   |                 |
| Classement de l'étape |                        |            |                   |                 |
| Coureur | Coureur                | Pays       | Équipe            | Temps           |
| 1er | Charálampos Kastrantás | Grèce      | Java-Partizan     | 2 h 42 min 41 s |
| 2e | Mounir Makhchoun       | Maroc      | VIB Sports        | + 5 s           |
| 3e | Youcef Reguigui        | Algérie    | Sovac-Natura4Ever | + 45 s          |
| 4e | Abderrahmane Mansouri  | Algérie    | Sharjah Team      | + 48 s          |
| 5e | Axel Costa             | Argentine  | VIB Sports        | + 48 s          |
| 6e | Davide Rebellin        | Italie     | Sovac-Natura4Ever | + 48 s          |
| 7e | Timothy Rugg           | États-Unis | Bike Aid          | + 48 s          |
| 8e | Benjamin Stauder       | Allemagne  |                   | + 48 s          |
| 9e | Gaëtan Bille           | Belgique   | Sovac-Natura4Ever | + 48 s          |
| 10e | Radoslav Konstantinov  | Bulgarie   |                   | + 48 s          |

## Classements finals

### Classement général final
La course est remportée par le Grec Charálampos Kastrantás.
| \| Classement général \| Classement général \| Classement général \| Classement général \| Classement général \| \| Coureur \| Coureur \| Pays \| Équipe \| Temps \| \| ------------------ \| ---------------------- \| ------------------ \| ----------------------------------------- \| ------------------ \| \| 1er \| Charálampos Kastrantás \| Grèce \| Java-Partizan \| 8 h 56 min 24 s \| \| 2e \| Mounir Makhchoun \| Maroc \| VIB Sports \| + 13 s \| \| 3e \| Gaëtan Bille \| Belgique \| Sovac-Natura4Ever \| + 44 s \| \| 4e \| Youcef Reguigui \| Algérie \| Sovac-Natura4Ever \| + 48 s \| \| 5e \| Abderrahmane Mansouri \| Algérie \| Sharjah Team \| + 48 s \| \| 6e \| Timothy Rugg \| États-Unis \| Bike Aid \| + 49 s \| \| 7e \| Yacine Hamza \| Algérie \| Groupement Sportif des Pétroliers Algérie \| + 50 s \| \| 8e \| Radoslav Konstantinov \| Bulgarie \| \| + 51 s \| \| 9e \| Benjamin Stauder \| Allemagne \| \| + 51 s \| \| 10e \| Essaïd Abelouache \| Maroc \| \| + 51 s \| |                        |            |                                           |                 |
| |                        |            |                                           |                 |
| Source : ProCyclingStats |                        |            |                                           |                 |
| Classement général |                        |            |                                           |                 |
| Coureur | Coureur                | Pays       | Équipe                                    | Temps           |
| 1er | Charálampos Kastrantás | Grèce      | Java-Partizan                             | 8 h 56 min 24 s |
| 2e | Mounir Makhchoun       | Maroc      | VIB Sports                                | + 13 s          |
| 3e | Gaëtan Bille           | Belgique   | Sovac-Natura4Ever                         | + 44 s          |
| 4e | Youcef Reguigui        | Algérie    | Sovac-Natura4Ever                         | + 48 s          |
| 5e | Abderrahmane Mansouri  | Algérie    | Sharjah Team                              | + 48 s          |
| 6e | Timothy Rugg           | États-Unis | Bike Aid                                  | + 49 s          |
| 7e | Yacine Hamza           | Algérie    | Groupement Sportif des Pétroliers Algérie | + 50 s          |
| 8e | Radoslav Konstantinov  | Bulgarie   |                                           | + 51 s          |
| 9e | Benjamin Stauder       | Allemagne  |                                           | + 51 s          |
| 10e | Essaïd Abelouache      | Maroc      |                                           | + 51 s          |

### Classement par points
| Classement par points | Classement par points   | Classement par points | Classement par points                     | Classement par points |
| Coureur               | Coureur                 | Pays                  | Équipe                                    | Points                |
| --------------------- | ----------------------- | --------------------- | ----------------------------------------- | --------------------- |
| 1er                   | Charálampos Kastrantás  | Grèce                 | Java-Partizan                             | 80 pts                |
| 2e                    | Youcef Reguigui         | Algérie               | Sovac-Natura4Ever                         | 75 pts                |
| 3e                    | Mounir Makhchoun        | Maroc                 | VIB Sports                                | 63 pts                |
| 4e                    | Benjamin Stauder        | Allemagne             |                                           | 48 pts                |
| 5e                    | Yacine Hamza            | Algérie               | Groupement Sportif des Pétroliers Algérie | 37 pts                |
| 6e                    | Abderrahmane Mansouri   | Algérie               | Sharjah Team                              | 34 pts                |
| 7e                    | Abdelghani Fellah       | Algérie               |                                           | 31 pts                |
| 8e                    | Mohamed Nadjib Assal    | Algérie               |                                           | 31 pts                |
| 9e                    | Axel Costa              | Argentine             | VIB Sports                                | 30 pts                |
| 10e                   | Abderrahmane Bechlaghem | Algérie               |                                           | 24 pts                |

### Classement du meilleur jeune
| Classement du meilleur jeune | Classement du meilleur jeune | Classement du meilleur jeune | Classement du meilleur jeune              | Classement du meilleur jeune |
| Coureur                      | Coureur                      | Pays                         | Équipe                                    | Temps                        |
| ---------------------------- | ---------------------------- | ---------------------------- | ----------------------------------------- | ---------------------------- |
| 1er                          | Yacine Hamza                 | Algérie                      | Groupement Sportif des Pétroliers Algérie | 8 h 57 min 14 s              |
| 2e                           | Abdelraouf Bengayou          | Algérie                      |                                           | + 2 s                        |
| 3e                           | Philipp Plambeck             | Allemagne                    |                                           | + 10 s                       |
| 4e                           | Mohamed Nadjib Assal         | Algérie                      |                                           | + 11 s                       |
| 5e                           | Oussama Chablaoui            | Algérie                      |                                           | + 1 min 04 s                 |
| 6e                           | Oussama Mansouri             | Algérie                      | Sharjah Team                              | + 1 min 49 s                 |
| 7e                           | Mohamed Zakaria Ouitis       | Algérie                      |                                           | + 4 min 34 s                 |
| 8e                           | Zine Eddine Karar            | Algérie                      |                                           | + 4 min 40 s                 |
| 9e                           | Issam Eddine Khelifi         | Algérie                      |                                           | + 4 min 41 s                 |
| 10e                          | Amine Derghoum               | Algérie                      |                                           | + 4 min 46 s                 |